# Akkayapalle
Akkayapalle è una suddivisione dell'India, classificata come census town, di 18.247 abitanti, situata nel distretto di Kadapa, nello stato federato dell'Andhra Pradesh. In base al numero di abitanti la città rientra nella classe IV (da 10.000 a 19.999 persone).

## Società

### Evoluzione demografica
Al censimento del 2001 la popolazione di Akkayapalle assommava a 18.247 persone, delle quali 9.346 maschi e 8.901 femmine. I bambini di età inferiore o uguale ai sei anni assommavano a 2.541, dei quali 1.305 maschi e 1.236 femmine. Infine, coloro che erano in grado di saper almeno leggere e scrivere erano 11.316, dei quali 6.559 maschi e 4.757 femmine.